# Prostetisk grupp
En prostetisk grupp är en kofaktor som är mer eller mindre permanent bunden till ett enzym eller annat protein. Prostetiska grupper skiljer sig från koenzymer genom att prostetiska grupper är hårdare bundna (till exempel hem-gruppen i hemoglobin) – de kan till och med vara bundna med en kovalent bindning. En prostetisk grupp kan vara organisk (till exempel vitaminer, sockerarter eller lipider) eller oorganisk (till exempel en metalljon).
I de proteiner som har prostetiska grupper är de ofta nödvändiga för att proteinet ska fungera. Många enzymer har till exempel prostetiska grupper i sitt aktiva centrum. Om den prostetiska gruppen förändras när enzymet katalyserar en kemisk reaktion måste den regenereras på plats.